# Mardiros Minakyan

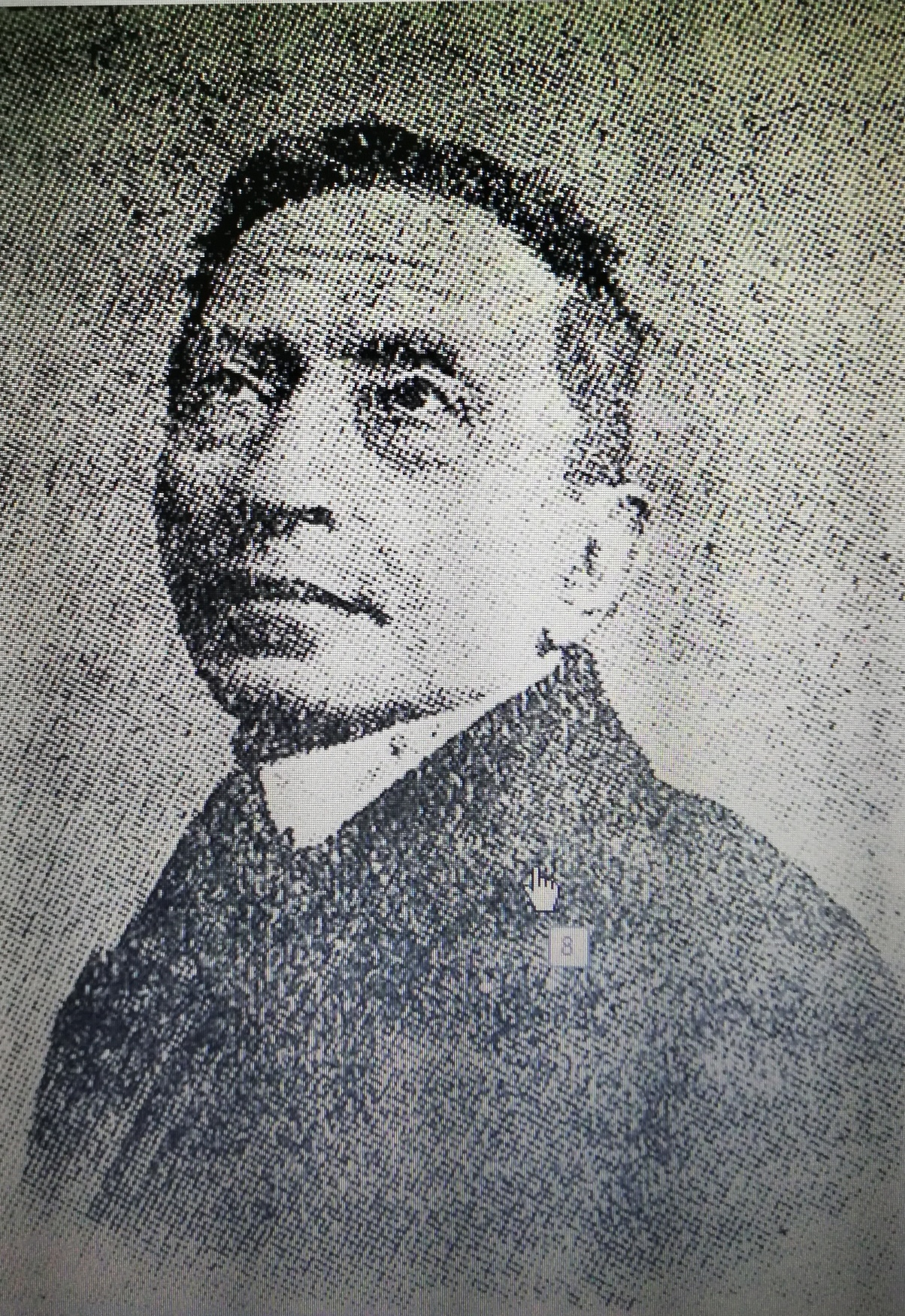
Mardiros Minakyan

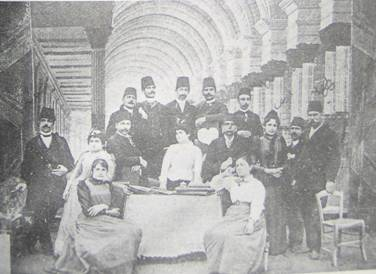
Das von Mardiros Minakyan geleitete Kader des Osmanischen Theaters

Mardiros Minakyan (armenisch Մարտիրոս Մնակեան; * 1837 in Konstantinopel; † 22. Februar 1920 ebenda) war ein armenischer Schauspieler, Theaterregisseur und Gründer des modernen türkischen Theaters. 

## Leben
Mardiros Minakyan wurde 1837 als Kind armenischer Eltern in Konstantinopel geboren. Er war Absolvent der Nersesyan-Schule in Hasköy, Konstantinopel und arbeitete an derselben Schule als Hilfslehrer. 1857 betrat er zum ersten Mal als Amateur die Bühne. Den Beginn seiner professionellen Karriere bildete eine weibliche Rolle in Aristothème 1862 im Naum-Theater in Beyoğlu. Zu Beginn spielte er nur in armenischen Stücken. Mit Freunden zusammen trat er im Vaspurakan-Theater in Smyrna auf. Ab 1864 spielte Mardiros Minakyan in französischen Operetten. 
Mit seiner Heirat gab er die Schauspielerei auf und zog für zwei Jahre nach Kaisareia, um dort zu unterrichten. Nach Konstantinopel zurückgekehrt spielte er erneut im Mağakyan-Theater sowie im Gedik Paşa Theater von Agop Güllü. Während des russisch-türkischen Krieges 1877–1878 inszenierte er in Edirne Opern und Operetten. Von 1878 bis 1885 tourte er u. a. nach Tbilissi, Smyrna, Adana, Thessaloniki und Ägypten. Zwischendurch trat er immer wieder im Gedik-Paşa-Theater in Beyoğlu (Konstantinopel) auf. 
Nachdem Agob Güllüs Gedik-Paşa-Theater schließen musste und Agop Güllü im Yıldız-Palast des Sultans lebte, spielte Mardiros Minakyan in Operetten im Croissant-Theater in Beyoğlu. Bei seiner Rückkehr aus Ägypten gründete er mit seinen Freunden zusammen die Osmanische Theaterkompanie (Osmanlı Dram Kumpanyası). Die Osmanische Theaterkompanie war die wichtigste Theatergruppe ihrer Zeit im Osmanischen Reich und führte über 250 Theaterstücke, Operetten und Opern auf. Mit kurzen Unterbrüchen existierte die Gesellschaft bis 1908.  
Im Jahre 1909 ging sie auf in der Theatergesellschaft Tasfiye-i Ahlak Kumpanyası. Beim Zusammenschluss mit der Benliyan Kumpanya im Jahre 1912 wuchs die Truppe auf 80 Personen heran. Im selben Jahr wurde das 50. Jubiläum des professionellen Theaters im Osmanischen Reich gefeiert. Mardiros Minakyan wurde bei dieser Gelegenheit vom Sultan ausgezeichnet. Zwischen 1914 und 1916 unterrichtete Mardiros Minakyan als Professor an der Dârülbedayi (Istanbuler Konservatorium). 1916 nahm Mardiros Minakyan endgültig Abschied von der Bühne. Er starb 1920 in Konstantinopel.